# Dominik Sucheński
Dominik Sucheński, pseudonim Dżony (ur. 8 września 1926 w Brodnicy, zm. 20 maja 2013 tamże) – polski lekkoatleta, sprinter, reprezentant Polski w sztafecie 4 × 100 m.

Brał udział w Letnich Igrzyskach Olimpijskich w Helsinkach w 1952 r. Z zawodu nauczyciel wychowania fizycznego.

## Biografia i kariera sportowa
Syn Stanisława i Anastazji z Jagielskich. W czasie wojny żołnierz AK. Uczestnik powstania warszawskiego (1944). Absolwent brodnickiego Gimnazjum i Liceum (1947) oraz Studium Wychowania Fizycznego we Wrocławiu, gdzie otrzymał tytuł magistra WF (1953).
Lekkoatleta wrocławskich klubów: AZS (1945-1950) i Gwardii (1951-1954) specjalizujący się w biegach krótkich.
Po ukończeniu studiów: adiunkt i wykładowca w Zakładzie Lekkoatletyki WSWF we Wrocławiu (1955-1970). Potem nauczyciel WF w Brodnicy (jedyny olimpijczyk w 704-letniej historii miasta). Trener I klasy. Działacz i sędzia lekkoatletyczny. Zasłużony Działacz Kultury Fizycznej, odznaczony m.in. Krzyżem Kawalerskim OOP, Krzyżem Armii Krajowej i Warszawskim Krzyżem Powstańczym. Żonaty (Barbara), ma dwoje dzieci (syn jest franciszkaninem).

### Kariera sportowa
Reprezentant Polski w meczach międzypaństwowych 1952 (1 start, bez zwycięstw), wicemistrz kraju w sztafecie 4 × 100 m (1953) i 3-krotny brązowy medalista mistrzostw Polski: 100 m (1950), w dal (1949) i sztafecie szwedzkiej (1949).
- 1952 Letnie Igrzyska Olimpijskie Helsinki:
  - 4 × 100 m – 3 m. w przedb. (7 zesp.) z czasem 41,8, 5 m. w I półfin. (6 zesp.) z czasem 41,8, odpadli z konkurencji (zwyciężyła ekipa USA – 40,1). Partnerami w sztafecie byli: Zygmunt Buhl, Emil Kiszka i Zdobysław Stawczyk.

### Rekordy życiowe
- bieg na 100 metrów – 10,6 (13 sierpnia 1950 Kraków)
- bieg na 200 metrów – 22,6 (15 sierpnia 1950 Kraków)
- skok w dal – 6,98 (24 lipca 1949 Gdańsk)